# ایرانیان خوشحال
گروهی از جوانان ایرانی که در یک ویدئو ایرانی ظاهر شده و با آهنگ خوشحال از فارل ویلیامز خوشحالی مردم ایران را نشان می‌دادند در تهران توسط حکومت اسلامی ایران در اواسط ماه مه ۲۰۱۴ دستگیر شدند.
بنابر گزارش هافینگتن پست ویدئوهای زنان و مردانی که بیشتر بر روی پشت بام‌ها در تهران در حال رقص و خوشحالی نمایش داده شدند٬ بیش از ۴۰ هزار بار تا ماه مه ۲۰۱۴ مشاهده شده‌است.
این ویدئو از دید رئیس پلیس تهران٬ حسین ساجدی‌نیا «یک ویدئو کلیپ مستهجن موهن به عفت عمومی که در فضای مجازی منتشر شده» اعلام شد و در رسانه های دولتی لقب مبتذل را به یدک می‌کشید.
نیز تلویزیون دولتی ایران به پخش اعترافات شش زن و مرد در رابطه با این ویدئوکلیپ اقدام نمود.
به دنبال دستگیری‌ها، یک کمپین در رسانه‌های اجتماعی در ایران برای فراخواندن مقامات ایرانی به آزادی کسانی که در ارتباط با ویدئو بازداشت شده بودند انجام گرفت و گفته می‌شود که فضای مجازی جهانی را در نوردید. پس از آن مقامات پلیس ایران اقدام به آزادی بازداشت شدگان با قرار وثیقه نمودند. هرچند کارگردان این ویدئوکلیپ در بازداشت نگاه داشته شد.
اتهامات عنوان شده برای دستگیری جنبه عمومی نداشت با این حال رقصیدن زنان بدون پوشش حجاب و رقصیدن با مردان در این ویدئو، تخطی از قوانین رفتاری در جمهوری اسلامی محسوب می‌گردد.
در اعترافات تلویزیونی، شش تن از بازداشت شدگان گفتند که توسط سازندگان ویدئو فریب خورده و نمی‌دانستند کلیپ‌ها در نهایت در اینترنت منتشر می‌شوند. با این حال، فعالان حقوق بشر٬ بارها و بارها آنچه که به عنوان نمایش مُد گونه تلویزیون دولتی در پخش اعترافات تحت فشار٬ که معمولاً به عنوان مصاحبه تحریف می‌شود را محکوم نموده‌اند.